# Diplazium psilopteron
Diplazium psilopteron là một loài dương xỉ trong họ Athyriaceae. Loài này được Kl. mô tả khoa học đầu tiên..
Danh pháp khoa học của loài này chưa được làm sáng tỏ. 